# Димитрина Митова-Джонова
Димитрина Митова-Джонова е български историк и археолог, професор. Родена е в град София през 1924 г., където завършва основното, средното и висшето си образование. Родителите ѝ са от село Берайнци, Община Трън. След завършването на висшето си образование в Софийския университет „Климент Охридски“ през 1948 г., специалност „История“ и втора специалност класическа филология и двугодишна специализация по стара история и археология, работи във Видинския и Свищовския археологически музеи, а по-късно в Националния институт за паметниците на културата. Проф. Митова-Джонова завършва земния си път на 19 март 2015 г. в София.

## Научна дейност
Защитава хабилитационен труд на тема „Общонародното и регионалното в културното развитие на Дунавската равнина“ в Института за изследване на изкуствата при БАН, за присъждане на научното звание „професор“ (1986) и дисертация на тема „Произход на протосардинската култура Нураги. Произход и същност“ в Института по тракология към БАН за присъждане на степен „доктор на науките“ (1988).
Димитрина Митова-Джонова активно работи през 1970-те, 1980-те и 1990-те години на територията на Пернишки и Плевенски окръг. Тя е откривател на култовия храм-кладенец край село Гърло през 1972 г., който според нея е най-древният известен градеж на територията на България. Серджо Фрау я нарича „нашата мила дама на кладенците“, заради задълбочените ѝ изследвания върху шумерската протосардинска култура нураги.
През 1989-1990 г. започва археологически проучвания на античния римски град Димум (до гр. Белене), наложени от строителни дейности в двора на ОУ „Васил Левски“. В резултат на това са установени границите на крепостта, като са разкрити западната правоъгълна външна кула, фланкираща западната порта и участък от южната крепостна стена с U-образна кула.
Тя ръководи и археологическото проучване на крепостта Стенос (Маркова механа) при прохода Траянови врата през 1978-1987 г.
Тя има съществен принос в изследването на металодобива в Самоковско през късната античност в светлината на археологическите материали от с. Поповяне (докладвани от нея на Първи симпозиум по история на минното дело в Югоизточна Европа) и археологически данни за металургията през късната античност на територията на България.
След пенсионирането ѝ проф. Митова-Джонова работи върху проблемите на шумерската-протосардинска култура, фетишизъм, монотеизъм, политеизъм - космогония, теогония и астрономическа доктрина през Бронзовата епоха в Югозападна Евразия.
Трудът ѝ „Протосардинска култура Нураги. Яхавизъм и християнство“ засяга широк кръг от проблеми на Нурологията и излиза отвъд проблемите на Палеобалканистиката и Тракологията. Анализът на богатата научна документация и познанията ѝ в автопсия на културата нураги проф. Джонова прави качествено нова интерпретация на много от паметниците и явленията на тази прото-сардинска култура и за пръв път обяснява много от митовете ѝ през призмата на Стария Завет.

## Научни публикации
Автор е на много книги и научни публикации, сред които:
- „Сардинска шумерска жреческа храмова формация с металургична и търговско-транспортна икономика IX-VI в. пр. Хр. Монотеизъм. Книга 1. Част 2: Бронзова пластика“. ИК Агенция ДАН – Ейдженси, София, 2012 г.
- „Произход и същност на протосардинските сакрални кладенци III-I хилядолетие пр. Хр.“. ИК „Иврай“, 2007
- „Протосардинска култура Нураги. Произход и същност“, София, УИ „Климент Охридски“ 1993
- „Общонародното и регионалното в културно-историческото развитие на Дунавската равнина“. София: Българска академия на науките, 1989 (във съавторство с Александър Фол)
- „Късноантична керамика в с. Поповяне Самоковско“. София: Септември, 1988
- „Общонародното и регионалното в културно-историческото развитие на Дунавската равнина“. София: Изд. на БАН, 1989
- „Антична пластика от Видинския музей“[5] (във съавторство с Йорданка Атанасова-Георгиева). София: Септември, 1985
- „Археологическите паметници в Пернишки окръг“. ДИ „Септември“, 1984
- „Мегалитен храм кладенец при с. Гърло, Пернишки окръг“, София: Национален институт за паметниците на културата, 1984
- „Археологически паметници в Плевенски окръг“. София: ДИ Септември, 1979